# 타일러 나이트젤

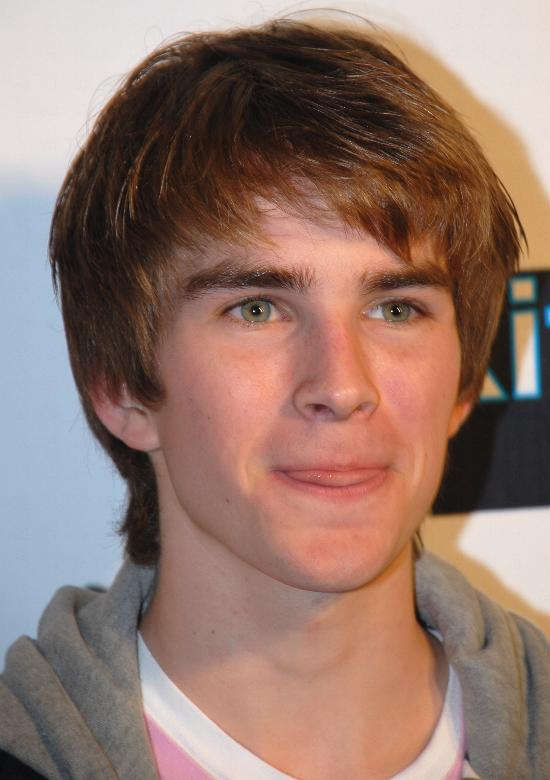

타일러 나이트젤(Tyler Neitzel, 1991년 9월 19일 ~ )은 미국의 배우, 텔레비전 배우이다.
샌디에이고에서 태어났다.

## 영화
- 프리웨이 킬러 (2010년) - 알렉스 역
- 리컨실리에이션 (2009년) - 18세 그랜트 역
- 시그널 로스트 (2009년) - 에단 역
- 로맨틱 위어도우 앤 더 랜드 오브 오드즈 (2007년)
- 300 (2006년)